# Circuito Internacional de Okayama
O Tanaka International Circuit Aida (TI Circuit, atualmente: Okayama International Circuit) é um autódromo particular próximo de Aida (atualmente: Mimasaka), Okayama, Japão.
A pista foi construída em 1992 por um milionário como um autódromo privado, em uma localidade remota do Japão.
Em 1994 e 1995 abrigou o Grande Prêmio do Pacífico de Fórmula 1, ambas vencidas por Michael Schumacher.

## Alessandro Zanardivisita o circuito
Após o acidente de Ayrton Senna em Ímola, Zanardi venceu muitas corridas nesse circuito. Quando sofrera o acidente nunca mais correu lá. Após muitos dias a equipe Minardi levou-o para visitar o circuito. Zanardi se emocionou muito e por causa disso a DTM fez muitas corridas nesse circuito.

## Corridas de F1
| Ano  | Data          | Vencedor           | Equipe           | Resumo   |
| ---- | ------------- | ------------------ | ---------------- | -------- |
| 1994 | 17 de abril   | Michael Schumacher | Benetton-Ford    | Detalhes |
| 1995 | 22 de outubro | Michael Schumacher | Benetton-Renault | Detalhes |